# Les Essarts (Loir-et-Cher)
Les Essarts ist eine französische Gemeinde mit 98 Einwohnern (Stand: 1. Januar 2022) im Département Loir-et-Cher in der Region Centre-Val de Loire. Sie gehört zum Kanton Montoire-sur-le-Loir und zum Arrondissement Vendôme. 
Sie grenzt im Westen und im Nordwesten an Vallée-de-Ronsard mit Couture-sur-Loir, im Nordosten und im Osten an Artins und im Süden an Montrouveau.

## Bevölkerungsentwicklung
| Jahr      | 1962 | 1968 | 1975 | 1982 | 1990 | 1999 | 2008 | 2017 |
| --------- | ---- | ---- | ---- | ---- | ---- | ---- | ---- | ---- |
| Einwohner | 130  | 110  | 105  | 110  | 92   | 102  | 103  | 108  |